# Cherokee (webserver)
 For alternative betydninger, se Cherokee (flertydig). (Se også artikler, som begynder med Cherokee)
Cherokee er en platformsuafhægig webserver. Målsætningen er at være hurtig og fuldfunktionel, men samtidig forblive letvægtig i forhold til andre webservere. Det er udelukkende skrevet i C.
Udgivet under GNU General Public License, gør at Cherokee er fri software.

## Kort historie
Cherokeeprojektet blev påbegyndt i 2001 af Alvaro López Ortega. Motivationen var at bygge en ny webserver; noget nyere end NCSA HTTPd og ikke så stor og ressourcehungrende som Apache, de er begge over 15 år gamle. Cherokee er nu udviklet og vedligeholdt af et åbent netværk af udviklere.

## Tilgængelige versioner
Cherokees seneste stabile udgave er 0.99.6, 25. marts 2009, arbejdende mod den første 1.0 udgave for at vise "enorme stabilitets- ydelses- og funktionsspring".
Den mest opdaterede version er altid tilgængelig gennem projektets Subversion-repository Arkiveret 24. juni 2008 hos  Wayback Machine
Projektet er meget aktivt udviklet og har en stram udgivelsesplan.
Efter 0.5.x-serien oplevede webserveren nogle store ændringer, og opsætningsfilens format blev ændret drastisk.
Siden da er mange ting blevet tilføjet:
- Administrationsgrænseflade: et nyt program som hedder cherokee-admin er inkluderet for at give en ny webgrænseflade til administration af konfigurationsfilen.

- Hastighedsforbedring (20 % til 25 % hurtigere).

- Load balancing og reverse proxy til at fordele belastning mellem flere servere.

- Nye autentificeringsmekanismer.

- Nyt dokumentationssystem og forbedret dokumentation.

- cherokee-guardian, i øjeblikket omdøbt til hovedfilen cherokee, en nødmekanisme som sørger for at serveren cherokee-worker altid er oppe og kører.

- Nye temaer og ikonsæt.

- Ny caching infrastruktur: I/O cache er nu meget mere effektiv.

- Trafikformning

- Streaming media, automatic trafficshaping based on average bitrate provided by FFmpeg

## Funktioner
Cherokee understøtter de mest udbredte teknologier:
- TLS/SSL understøttelse
- FastCGI bro
- SCGI bro
- CGI udførelse
- PHP-udførelse (gennem FastCGI)
- Reverse HTTP proxy
- Autentificeringsmekanismer: htpasswd, htdigest, PAM, LDAP, MySQL, plain text, and fixed authentication lists.
- Logformater: Apachekompatibel, W3C og NCSA
- Omdirrigering baseret på regulære udtryk
- HTTP load balancing
- Database bridging og balancering
- TLS Server Side Indication
- Server Side Includes
- Gzip og Deflate on-the-fly kodning
- FFMpeg streaming

Cherokee can also handle redirections and virtual server configuration.

## Konfiguration
Cherokee konfigureres af en administrationsgrænseflade som hedder cherokee-admin.
Alle konfigurationsmuligheder er tilgængelige gennem denne grænseflade, så der er intet behov for at brugere skal lære konfigurationsfilens syntaks for at redigere den selv. Derudover kontrollerer grænsefladen alle indstillinger, så selvom brugeren muligvis laver en fejl ved opsætningen, kan der gives en advarsel før ændringerne gemmes i den nye konfigurationsfil.

## Underprojekter
There are sub-projects simultaneously developed within the Cherokee project.

### u-Cherokee
u-Cherokee er Cherokees mikroudgave. Den er lavet til at passe i meget små enheder med hårde hukommelse- og strømbegrænsninger. Den er ikke tilgængelig som en enkeltstående pakke, men kræver at Cherokee compileres på en særlig måde.

### cget
cget er en webdownloader til Cherokee.